# Міафізитство
Міафізитство (дав.-гр. μία — «єдина» + дав.-гр. φύσις — «природа, єство») — одна з течій християнства, основою віровчення якої є догмат про те, що Ісус Христос був завжди боголюдиною, божественною сутністю, яка втілилась на землі та поєднала дві риси — божественне і людське. Об'єднане, неділиме, незв'язане і не змінене. Поширене у давньосхідних християнських церквах.

## Основні відмінності
На відміну від діофізитства вважає, що Ісус Христос поєднує і божественне, і людське, в одній людській особі. На відміну від монофізитства говорить про дві рівні природи Ісуса Христа і не вважається єрессю.

## Походження та поширення
Ідея міафізитства приписується представнику Александрійської богословської школи Афанасію Великому.
Початок формування догм міафізитства припадає на VI століття, коли на противагу популярному аріанству формувалось вчення про рівність Бога-Отця з Богом-Сином та Святим Духом.
Однак остаточно сформовано воно було завдяки Кирилу Александрійському та рішенням, що були прийняті на III Вселенському соборі, що відбувся у місті Ефес (Мала Азія) 431 року.
Міафізитство сповідує Коптська православна церква, Ефіопська православна церква, Вірменська апостольська церква та Сирійська православна церква.

## Відомі послідовники
- Імператор Маркіан
- Кирило Александрійський
- Мелес Зенаві